# Sara De Angelis
Pour les articles homonymes, voir De Angelis.
Sara De Angelis, née le 6 juillet 1976 à Rome (Italie), est une femme politique italienne.

## Biographie
Sara De Angelis naît le 6 juillet 1976 à Rome. Elle commence la politique à 15 ans. De 2008 à 2013, elle est présidente du Municipio II.
Elle est élue députée lors des élections générales de 2018.